# Ersetzungsregel
Die Ersetzungsregel  ist eine Schlussregel vieler logischer Kalküle.
Aus den Prämissen
P[A]  (was bedeutet, dass die Aussage A in der Aussage P enthalten ist)
{\displaystyle A\leftrightarrow B}
folgt die Konklusion
P[B]
Es wird also – inhaltlich gesprochen – ein Teil einer Aussage durch einen gleichwertigen ersetzt.
Beispiel:
Gegeben sei die Prämisse {\displaystyle (p\rightarrow q)\wedge p}.
Wegen der Allgemeingültigkeit von {\displaystyle (p\rightarrow q)\leftrightarrow (\neg p\vee q)} kann man in der Prämisse den Ausdruck {\displaystyle (p\rightarrow q)} durch  {\displaystyle (\neg p\vee q)} ersetzen.
Aus der Aussage {\displaystyle (p\rightarrow q)\wedge p}
folgt also {\displaystyle (\neg p\vee q)\wedge p,}
also {\displaystyle (\neg p\wedge p)\vee (q\wedge p),}
also {\displaystyle (q\wedge p).}